# نيلسون دياز مورايس
نيلسون دياز مورايس (24 مارس 1974 بلشبونة في البرتغال - ) هو لاعب كرة قدم برتغالي في مركز الدفاع. شارك مع منتخب البرتغال تحت 17 سنة لكرة القدم ومنتخب البرتغال تحت 18 سنة لكرة القدم ومنتخب البرتغال تحت 20 سنة لكرة القدم ومنتخب البرتغال تحت 21 سنة لكرة القدم. أما مع النوادي، فقد لعب مع ألفيركا ونادي بنفيكا ونادي جل فيسنتي ويو دي ليريا وSeixal F.C. ‏ وكامبومايورنسي ‏.

## وصلات خارجية
- نيلسون دياز مورايس على موقع الاتحاد الدولي (مؤرشف)  (الإنجليزية)
- نيلسون دياز مورايس على موقع قاعدة بيانات كرة القدم.إي يو (الإنجليزية)